# Banu Salim
Banu Salim o Banu Saleem  o Bani Salim fue una tribu durante la época del profeta islámico Mahoma. Participaron en la Invasión de Al Kudr. Al regreso de Jálid ibn al-Walid de la Expedición de Nakhla para destruir al-Uzza, Jalid bin Al-Waleed al frente de 350 jinetes de Ayudantes, Emigrantes y Banu Saleem fue enviado de nuevo en el mismo año con la Expedición de Jalid ibn al-Walid (Banu Jadhimah) a la morada de los beduinos Bani Khuzaimah, que eran sabeos.